# Elezioni generali in Mozambico del 2024
Le elezioni generali in Mozambico del 2024 si sono tenute il 9 ottobre per il rinnovo della Presidenza e dell’Assemblea della Repubblica, il parlamento del paese.
Esse hanno visto la vittoria, senza molte sorprese, del partito al governo Fronte di Liberazione del Mozambico (FRELIMO), di centro-sinistra che, sebbene in un contesto elettorale abbastanza opaco (che ha presto portato a proteste e contestazioni per presunti brogli elettorali), ha così confermato, avendo ottenuto il 65% delle preferenze in entrambe le elezioni, il proprio controllo della Presidenza, tramite l’elezione del proprio candidato Daniel Chapo, e dell’Assemblea della Repubblica, pur riducendo il proprio peso parlamentare a 171 seggi. Ciononostante, evento inaspettato e degno di nota della tornata elettorale è stato la perdita del ruolo di principale partito d’opposizione di Resistenza Nazionale Mozambicana (RENAMO), di centro-destra, giunto a soli 28 seggi, a favore del Partito Ottimista per lo Sviluppo del Mozambico (PODEMOS), guidato da Venâncio Mondlane, giunto a 43 seggi; interessante anche il leggero aumento, a 8 seggi, del Movimento Democratico del Mozambico (MDM).

## Sistema elettorale

### Presidenziali
Per le elezioni presidenziali, la legge elettorale mozambicana prevede l’applicazione di un di un sistema maggioritario a doppio turno: per essere eletti, infatti, è necessaria la maggioranza assoluta delle preferenze (50%+1). Tuttavia, qualora ciò non avvenga, si attua un secondo turno di votazione tra i primi due candidati entro due settimane dal precedente.

### Parlamentari
Per le elezioni parlamentari, invece, la legge elettorale mozambicana prevede l’applicazione di un sistema proporzionale, con soglia di sbarramento al 5% e conversione secondo il metodo d'Hondt, all’interno di 11 collegi plurinominali corrispondenti alle province del paese; Due seggi, tuttavia, fanno eccezione, perché eletti all’estero dai cittadini mozambicani in Africa ed Europa, secondo il sistema maggioritario secco.

## Risultati
I risultati ivi riportati sono stati quelli pubblicati e validati ufficialmente dalla Corte costituzionale del paese. Ciononostante, quest’ultimi presentano una grande discrepanza con quelli precedentemente comunicati, a scrutinio concluso, dalla Commissione nazionale elettorale (CNE). Per questo motivo, in ottica informativa e nell’ambito di una visione d’insieme, sono stati riassunti anche quest’ultimi all’interno della seguente nota esplicativa: 

### Presidenziali
| Daniel Chapo      | Fronte di Liberazione del Mozambico (FRELIMO)             | 4 416 306  | 65,17 |  |  |  |  |  |
| Venâncio Mondlane | Partito Ottimista per lo Sviluppo del Mozambico (PODEMOS) | 1 639 333  | 24,19 |  |  |  |  |  |
| Ossufo Momade     | Resistenza Nazionale Mozambicana (RENAMO)                 | 448 738    | 6,62  |  |  |  |  |  |
| Lutero Simango    | Movimento Democratico del Mozambico (MDM)                 | 272 736    | 4,02  |  |  |  |  |  |
| Totale            | Totale                                                    | 6 777 113  | 100   |  |  |  |  |  |
|                   |                                                           |            |       |  |  |  |  |  |
| Schede bianche    | Schede bianche                                            | 255 313    | 3,53  |  |  |  |  |  |
| Schede nulle      | Schede nulle                                              | 205 601    | 2,84  |  |  |  |  |  |
| Votanti           | Votanti                                                   | 7 238 027  | 42,16 |  |  |  |  |  |
| Elettori          | Elettori                                                  | 17 169 239 |       |  |  |  |  |  |

### Parlamentari
Dati parziali: 
| Partito                                                   | Seggi | +/-   |
| --------------------------------------------------------- | ----- | ----- |
| Fronte di Liberazione del Mozambico (FRELIMO)             | 171   | —13   |
| Partito Ottimista per lo Sviluppo del Mozambico (PODEMOS) | 43    | Nuovo |
| Resistenza Nazionale Mozambicana (RENAMO)                 | 28    | —32   |
| Movimento Democratico del Mozambico (MDM)                 | 8     | +2    |
| Altri                                                     | —     | N.D.  |
| Totale                                                    | 250   |       |